# Fänneslunda socken
Fänneslunda socken i Västergötland ingick i Ås härad och är sedan 1974 en del av Ulricehamns kommun, från 2016 inom Fänneslunda distrikt.
Socknens areal är 21,55 kvadratkilometer varav 21,2 land. År 1948 fanns här 150 invånare. Sockenkyrkan Fänneslunda-Grovare kyrka som delas med Grovare socken ligger i socknen.   

## Administrativ historik
Socknen har medeltida ursprung.  
Vid kommunreformen 1862 övergick socknens ansvar för de kyrkliga frågorna till Fänneslunda församling och för de borgerliga frågorna bildades Fänneslunda landskommun. Landskommunen uppgick 1952 i Hökerums landskommun som 1974 uppgick i Ulricehamns kommun. Församlingen införlivade 1989 Grovare församling och uppgick 2006 i Södra Vings församling.
1 januari 2016 inrättades distriktet Fänneslunda, med samma omfattning som Fänneslunda församling hade 1999/2000 och fick 1989, och vari detta sockenområde ingår.
Socknen har tillhört län, fögderier, tingslag och domsagor enligt vad som beskrivs i artikeln Ås härad. De indelta soldaterna tillhörde Älvsborgs regemente, Ås kompani och Västgöta regemente, Elfsborgs kompani.

## Geografi
Fänneslunda socken ligger nordväst om Ulricehamn kring Fänneslundaån. Socknen har odlingsbygd vid ån och är i övrigt en mossrik skogsbygd.
Vid Fänneslunda kyrkoruin har musikscenen Visor i Ruiner byggts upp. Där genomförs Fänneslunda Visfestival under två dagar i juli sedan 2009.

## Fornlämningar
En hällkista från stenåldern är funnen. Från järnåldern finns gravar. En runsten har påträffats.

## Namnet
Namnet skrevs 1327 Ffämislundum och kommer från den äldre kyrkbyn. Efterledet innehåller lund. Förledet har osäker tolkning, kan möjligen innehålla ortnamnet Fänäs av fä och näs.